# APDHB
APDHB (Asamblea Permanente de Derechos Humanos de Bolivia) ist die Abkürzung für die „Ständige Menschenrechtsversammlung Boliviens“.
Der Verein mit Sitz in La Paz wurde 1976 gegründet und erlangte 1998 weltweite Beachtung, als ihrem Präsident Waldo Albarracín in Aachen der Menschenrechtspreis von amnesty international verliehen wurde. Sie setzt sich für die Schaffung einer Friedenskultur (una cultura de paz) in ihrem Land und für ein „gerechtes und solidarisches Bolivien“ (Bolivia Justa y Solidaria) ein.
Neben der Hilfe und Beratung von Opfern, wird eine Strafverfolgung von staatlicher und behördlicher Willkür wie Gewaltübergriffen, Folter, Unterschlagung, Korruption usw. angestrebt. Ebenso werden soziale Probleme angegangen und gewerkschaftliche Formierungen gefördert. Seminare und Workshops zum Thema Bürgerrechte und Menschenrechte im Allgemeinen gehören zum erweiterten Angebot. Ein Arbeitsfeld ist auch der Kampf für die Rechte der 36 indigenen Ethnien in Bolivien, wie beispielsweise der Mojeños.
Die APDHB ist religiös und politisch unabhängig. Zur Unterstützung der Organisation können sich Freiwillige aus aller Welt melden.